# Chionaspis himalaica
Chionaspis himalaica är en insektsart som beskrevs av Sadao Takagi 1985. Chionaspis himalaica ingår i släktet Chionaspis och familjen pansarsköldlöss. Inga underarter finns listade i Catalogue of Life.